# Romênia nos Jogos Olímpicos de Inverno de 1972
A Romênia competiu nos Jogos Olímpicos de Inverno de 1972, realizados em Sapporo, Japão.